# 26-й истребительный авиационный полк ПВО
26-й истребительный авиационный полк ПВО — воинская часть Вооружённых сил СССР в Великой Отечественной войне.

## История

Командир полка Г.Г. Петров

26 истребительный авиационный полк сформирован в период с 20 марта по 25 апреля 1938 года в Ленинградском военном округе на аэродроме Горелово на основе 10-й отдельной истребительной авиационной эскадрильи по штатам 15/828 и 15/806-Д на самолётах И-16. Включён в состав 54-й истребительной авиационной бригады ВВС ЛВО.
Принимал участие в Зимней войне.
В составе действующей армии во время Великой Отечественной войны с 22 июня 1941 по 22 ноября 1942 года.
По состоянию на 22 июня 1941 года находился в составе ВВС РККА, базировался в Углово, имея на вооружении 52 самолёта И-16, И-153 (в том числе 9 неисправных).
Ранним утром 22 июня 1941 года одним из первых поднялся в воздух для барражирования над Ленинградом.
В сентябре 1941 года получил на вооружение самолёты МиГ-3 и Як-1.
Передан в июле 1941 года в распоряжение войск ПВО страны.
С 7 июля 1941 года полк был включён в состав 7-го авиакорпуса ПВО и вплоть до преобразования в гвардейский (да и потом, будучи гвардейским) осуществлял прикрытие Ленинграда с воздуха, вылетал на прикрытие наземных войск, штурмовку батарей, укреплений и войск противника/
В сентябре 1941 года получил на вооружение самолёты МиГ-3 и Як-1, был пополнен лучшими лётчиками корпуса и стал действовать как полк ночных истребителей. При этом, прикрытие города ночью от вражеских самолётов не являлось единственной задачей полка: полк вылетал и на ночную штурмовку вражеских батарей, в частности, в феврале-марте 1942 года. На 12 декабря 1941 года базируется в Углово и Горской, имея в наличии 1 неисправный Як-1, 4 МиГ-3, 9 И-16 (1 неисправный), 7 И-153 и 19 лётчиков
В начале 1942 года в полк поступили истребители «Харрикейн».
15 апреля 1942 года полк совершил удачный налёт на аэродром противника, уничтожив 12 самолётов.
На 6 ноября 1942 года в полку было 20 «Харрикейнов», а также три И-16 и шесть МиГ-3.
26 истребительный авиационный полк ПВО 22 ноября 1942 года за образцовое выполнение боевых задач и проявленные при этом мужество и героизм приказом НКО СССР преобразован в 26-й гвардейский истребительный авиационный полк ПВО.

## Полное наименование
- 26-й истребительный авиационный полк противовоздушной обороны

## Командиры полка
- майор, подполковник Романов Борис Николаевич (погиб)[5], 09.01.1941 — 15.04.1942
- майор Петров Георгий Георгиевич[5], 19.07.1942 — 13.06.1944

## Подчинение
| Дата            | Фронт (округ)       | Армия                   | Корпус                                    | Дивизия                                 | Примечания |
| --------------- | ------------------- | ----------------------- | ----------------------------------------- | --------------------------------------- | ---------- |
| 22.06.1941 года | Северный фронт      | -                       | -                                         | 54-я истребительная авиационная дивизия | -          |
| 01.07.1941 года | Северный фронт      | -                       | -                                         | 54-я истребительная авиационная дивизия | -          |
| 10.07.1941 года | Северный фронт      | -                       | 7-й истребительный авиационный корпус ПВО | -                                       | -          |
| 01.08.1941 года | Северный фронт      | -                       | 7-й истребительный авиационный корпус ПВО | -                                       | -          |
| 01.09.1941 года | Ленинградский фронт | -                       | 7-й истребительный авиационный корпус ПВО | -                                       | -          |
| 01.10.1941 года | Ленинградский фронт | -                       | 7-й истребительный авиационный корпус ПВО | -                                       | -          |
| 01.11.1941 года | Ленинградский фронт | -                       | 7-й истребительный авиационный корпус ПВО | -                                       | -          |
| 01.12.1941 года | Ленинградский фронт | -                       | 7-й истребительный авиационный корпус ПВО | -                                       | -          |
| 01.01.1942 года | Ленинградский фронт | -                       | 7-й истребительный авиационный корпус ПВО | -                                       | -          |
| 01.02.1942 года | Ленинградский фронт | -                       | 7-й истребительный авиационный корпус ПВО | -                                       | -          |
| 01.03.1942 года | Ленинградский фронт | -                       | 7-й истребительный авиационный корпус ПВО | -                                       | -          |
| 01.04.1942 года | Ленинградский фронт | -                       | 7-й истребительный авиационный корпус ПВО | -                                       | -          |
| 01.05.1942 года | Ленинградский фронт | Ленинградская армия ПВО | 7-й истребительный авиационный корпус ПВО | -                                       | -          |
| 01.06.1942 года | Ленинградский фронт | Ленинградская армия ПВО | 7-й истребительный авиационный корпус ПВО | -                                       | -          |
| 01.07.1942 года | Ленинградский фронт | Ленинградская армия ПВО | 7-й истребительный авиационный корпус ПВО | -                                       | -          |
| 01.08.1942 года | Ленинградский фронт | Ленинградская армия ПВО | 7-й истребительный авиационный корпус ПВО | -                                       | --         |
| 01.09.1942 года | Ленинградский фронт | Ленинградская армия ПВО | 7-й истребительный авиационный корпус ПВО | -                                       | -          |
| 01.10.1942 года | Ленинградский фронт | Ленинградская армия ПВО | 7-й истребительный авиационный корпус ПВО | -                                       | -          |
| 01.11.1942 года | Ленинградский фронт | Ленинградская армия ПВО | 7-й истребительный авиационный корпус ПВО | -                                       | -          |

## Первая победа полка в воздушном бою
Первая известная воздушная победа полка в Отечественной войне одержана 25 июля 1941 года: парой И-16 (ведущий лейтенант Ступин Н. И.) в воздушном бою в районе посёлка Красный Бор сбит немецкий бомбардировщик Ju-88.

## Первая ночная победа полка в воздушном бою
Первая известная воздушная победа полка в Отечественной войне одержана 4 ноября 1941 года: младший лейтенант Севастьянов А. Т., пилотируя И-153, в воздушном бою над Ленинградом таранным ударом сбил немецкий бомбардировщик He-111, упавший в районе Таврического сада.

## Отличившиеся воины полка
| Награда | Ф. И.О.                        | Должность           | Звание            | Дата награждения | Данные о вылетах | Примечания                  |
| ------- | ------------------------------ | ------------------- | ----------------- | --- | ---------------- | --------------------------- |
|         | Мациевич, Василий Антонович    | командир эскадрильи | капитан           | к моменту представления 196 боевых вылетов, в 44 воздушных боях лично сбил 16ь и в составе группы 6 самолётов противника. | 14.02.1943       | -                           |
|         | Оскаленко, Дмитрий Ефимович    | командир звена      | старший лейтенант | к моменту представления 97 боевых вылетов, в 23 воздушных боях лично сбил 11 и в составе группы 1 самолёт | 14.02.1943       | посмертно, погиб 26.09.1942 |
|         | Севастьянов, Алексей Тихонович | командир звена      | младший лейтенант | к моменту представления 47 боевых вылетов, 22 воздушных боях в паре сбил 2 самолёта противника и аэростат наблюдения, в ночь на 05.11.1941 года совершил ночной таран | 06.06.1942       | посмертно, погиб 23.04.1942 |
|         | Петров Георгий Георгиевич      | командир полка      | майор             | К августу 1941 года командир эскадрильи капитан Петров совершил 120 боевых вылетов на самолётах И-16 и МиГ-3, в том числе: на глубокую разведку в тыл врага — 6 вылетов, штурмовку аэродромов — 2 вылета, штурмовку наземных войск — 6 вылетов, сопровождение бомбардировщиков на выполнение боевых задач по разрушению военных объектов противника — 40 вылетов. Участвуя в 20 воздушных боях на подступах к Ленинграду и в районе Октябрьской железной дороги, сбил 3 самолёта-истребителя противника. Лётчиками его эскадрильи сбито 18 самолётов. Указом Президиума Верховного Совета СССР от 16 января 1942 года за образцовое выполнение боевых заданий командования на фронте борьбы с немецко-фашистским захватчиками и проявленные при этом мужество и героизм капитану Петрову Георгию Георгиевичу присвоено звание Героя Советского Союза с вручением ордена Ленина и медали «Золотая Звезда» (№ 637). |                  | 8.12.1910-13.06.1944        |